# Jan III (papież)
Jan III (łac. Katelinus; ur. w Rzymie, zm. 13 lipca 574 tamże) – 61. papież w okresie od 17 lipca 561 do 13 lipca 574.

## Życiorys
Jan III pochodził z zamożnej rodziny rzymskiej (jego ojciec Anatazy był senatorem) i przed wyborem nosił imię Katelinus. Jako subdiakon przełożył dzieło Pelagiusza Księga starszych.
W okresie pontyfikatu Jana III w 568 rozpoczęły się najazdy Longobardów, które nękały Rzym przez kolejne kilkanaście lat. W tym czasie zakończył się także kres schizmy pomiędzy Rzymem a Kościołami Zachodu, spowodowanej potępieniem Trzech Rozdziałów.
Ważnym wydarzeniem w tym czasie była także śmierć po wieloletnim panowaniu cesarza Bizancjum Justyniana (565), który w 561 zatwierdził wybór Jana na papieża (po czteromiesięcznym okresie oczekiwania).
Jan III ukończył budowę kościoła św. Filipa i Jakuba, którą rozpoczął Pelagiusz, by uczcić zwycięstwa Narsesa.